# Umeå norra landsfiskalsdistrikt
Umeå norra landsfiskalsdistrikt var 1918–1964 ett landsfiskalsdistrikt i Västerbottens län, bildat som Sävars landsfiskalsdistrikt när Sveriges indelning i landsfiskalsdistrikt trädde i kraft den 1 januari 1918, enligt beslut den 7 september 1917. När Sveriges nya indelning i landsfiskalsdistrikt trädde i kraft den 1 januari 1952 (enligt kungörelsen 1 juni 1951) ändrades distriktets namn till Umeå norra landsfiskalsdistrikt. Den 1 januari 1965 avskaffades i Sverige samtliga landsfiskaler och landsfiskalsdistrikt, och deras arbetsuppgifter delades upp på de nyskapade indelningarna polisdistrikt, åklagardistrikt och kronofogdedistrikt.
Landsfiskalsdistriktet låg under länsstyrelsen i Västerbottens län.

## Ingående områden
Den 1 januari 1925 utbröts Holmöns landskommun ut ur Sävars landskommun. När Sveriges nya indelning i landsfiskalsdistrikt trädde i kraft den 1 oktober 1941 (enligt kungörelsen den 28 juni 1941) tillfördes den del av Umeå landskommun som låg norr om Ume älv från det genom kungörelsen upplösta Holmsunds landsfiskalsdistrikt.

### Från 1918
- Sävars landskommun

### Från 1925
- Holmöns landskommun
- Sävars landskommun

### Från 1 oktober 1941
- Holmöns landskommun
- Sävars landskommun
- Del av Umeå landskommun: Den del av landskommunen som låg norr om Ume älv.[5]